# Fluviphylax simplex
Fluviphylax simplex är en fiskart som beskrevs av Costa, 1996. Fluviphylax simplex ingår i släktet Fluviphylax och familjen Poeciliidae. Inga underarter finns listade i Catalogue of Life.